# Anton Leo de Block
Anton Leo de Block (Amersfoort, 19 juni 1901 – 's-Gravenhage, 15 juni 1986) was een Nederlandse jurist.
De Block was zoon van een generaal. Hij was lid van de RKSP en na 22 december 1945 van de KVP. Hij trouwde te 's-Gravenhage op 9 juli 1929 met Eugenie Maria Catharina Regout. In 1935 werd hij, als eerste katholiek, griffier van de Eerste Kamer, en daarnaast later ook buitengewoon hoogleraar staats- en administratiefrecht in Tilburg. In 1957 stapte hij over naar de Raad van State. Hij sloot zijn loopbaan af als waarnemend vicepresident van de Raad van State. Hij fungeerde onder meer als curator van Florrie Rost van Tonningen-Heubel, weduwe van Meinoud Rost van Tonningen.
Hij was een broer van Leo de Block, minister van Economische Zaken van 1967-1970; ook was hij de schoonzoon van minister Louis Regout en een zwager van de door de nazi's in Dachau omgebrachte hoogleraar volkenrecht Robert Regout S.J..